# Marcipa plantei
Marcipa plantei là một loài bướm đêm trong họ Erebidae.